# Església de Sant Sadurní de l'Heura
Església de Sant Sadurní de l'Heura és un edifici del municipi de Cruïlles, Monells i Sant Sadurní de l'Heura (Baix Empordà). Té dins del seu terme l'ermita de Sant Joan de Salelles, que tenia sagrera el 1018. L'edifici forma part de l'Inventari del Patrimoni Arquitectònic de Catalunya.

## Descripció
L'església parroquial de Sant Sadurní de l'Heura és una construcció de grans dimensions, d'una nau amb capelles laterals de diferents alçades. Els murs lateral presenten contraforts i les capelles tenen coberta de teula a una vessant, mentre que la nau és coberta a dues vessants. A la façana principal, orientada a migdia, hi ha la portada, amb obertura d'arc rebaixat i pilastres a banda i banda amb motllures en relleu a la part superior, cobrades i coronades per semiesferes sobre pinacles. A la part superior d'aquest conjunt hi ha una fornícula d'arc de mig punt decorada amb relleus i, més amunt encara, una rosassa motllurada. La façana es corona amb cornisa mixtilínia.
A la banda de ponent de la façana s'alça un campanar de base quadrada, un altre campanar anomenat el «campanar vell», també de base quadrada, que queda integrat al parament est de la nau; conserva restes d'espitlleres i dels arcs originals, actualment tapiats, ja que els arcs de mig punt que presenta i la coberta de pavelló són d'època posterior. Hom creu que aquest campanar va formar part de les defenses del desaparegut castell de Sant Sadurní. Així es considera tenint en compte les dues sageteres que presenta, l'emmerletat, la seva notable altura i la seva fermesa constructiva. A la cara de llevant s'endevinen les arcades romàniques que s'obrien al pis superior. La resta d'elements antics es troben totalment tapats per l'arrebossat.

## Història
Hi ha documentació relativa a l'església de Sant Sadurní des del 978, encara que l'edifici actual és obra en la seva major part entre els anys 1773 i 1777. Del període romànic conserva l'antic campanar, anomenat "campanar vell", que ha estat objecte en diverses ocasions d'obres de remodelació. Les espitlleres conservades posen de manifest la seva utilització amb finalitat defensiva.

## Galeria

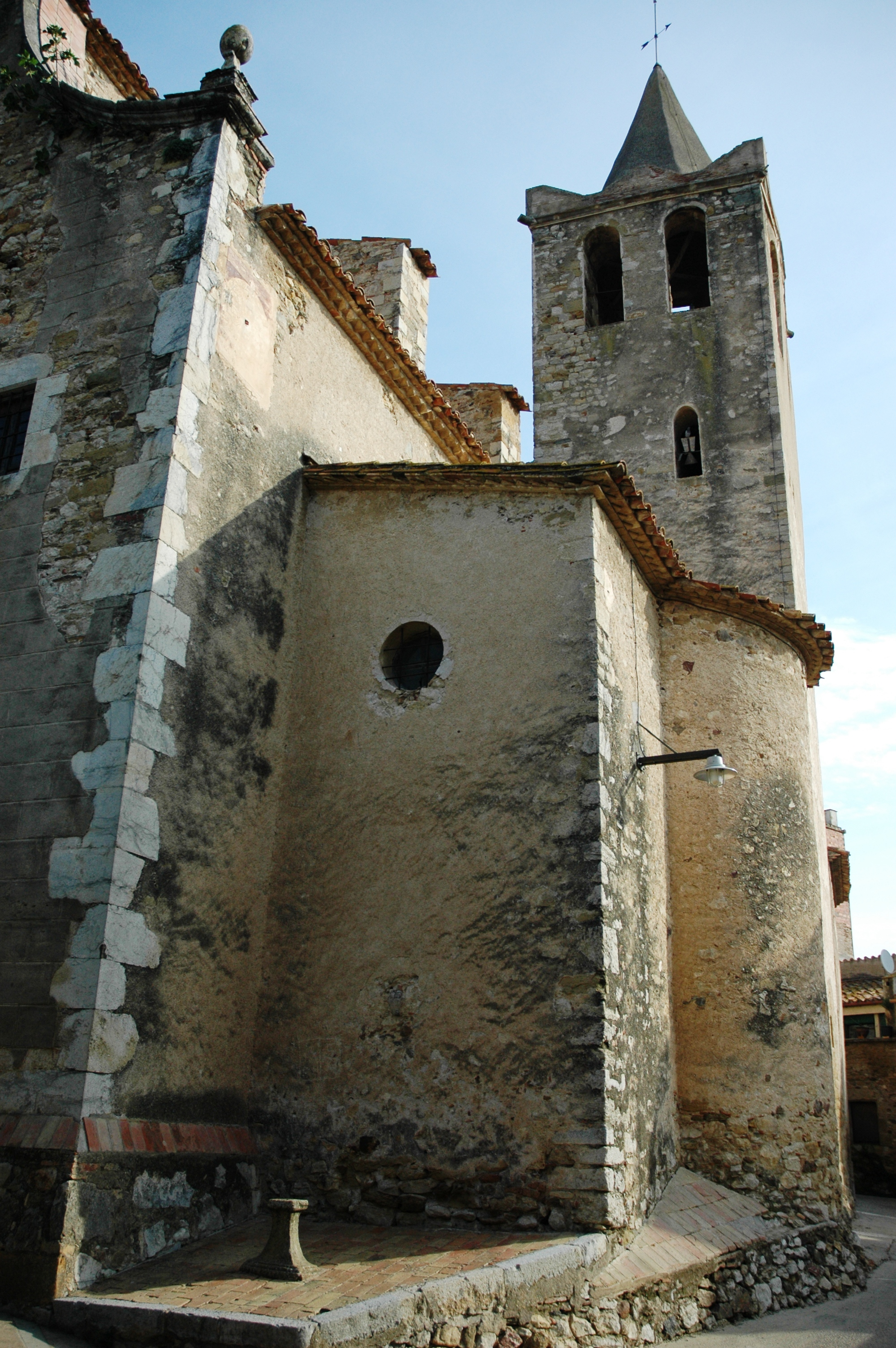
El campanar vell
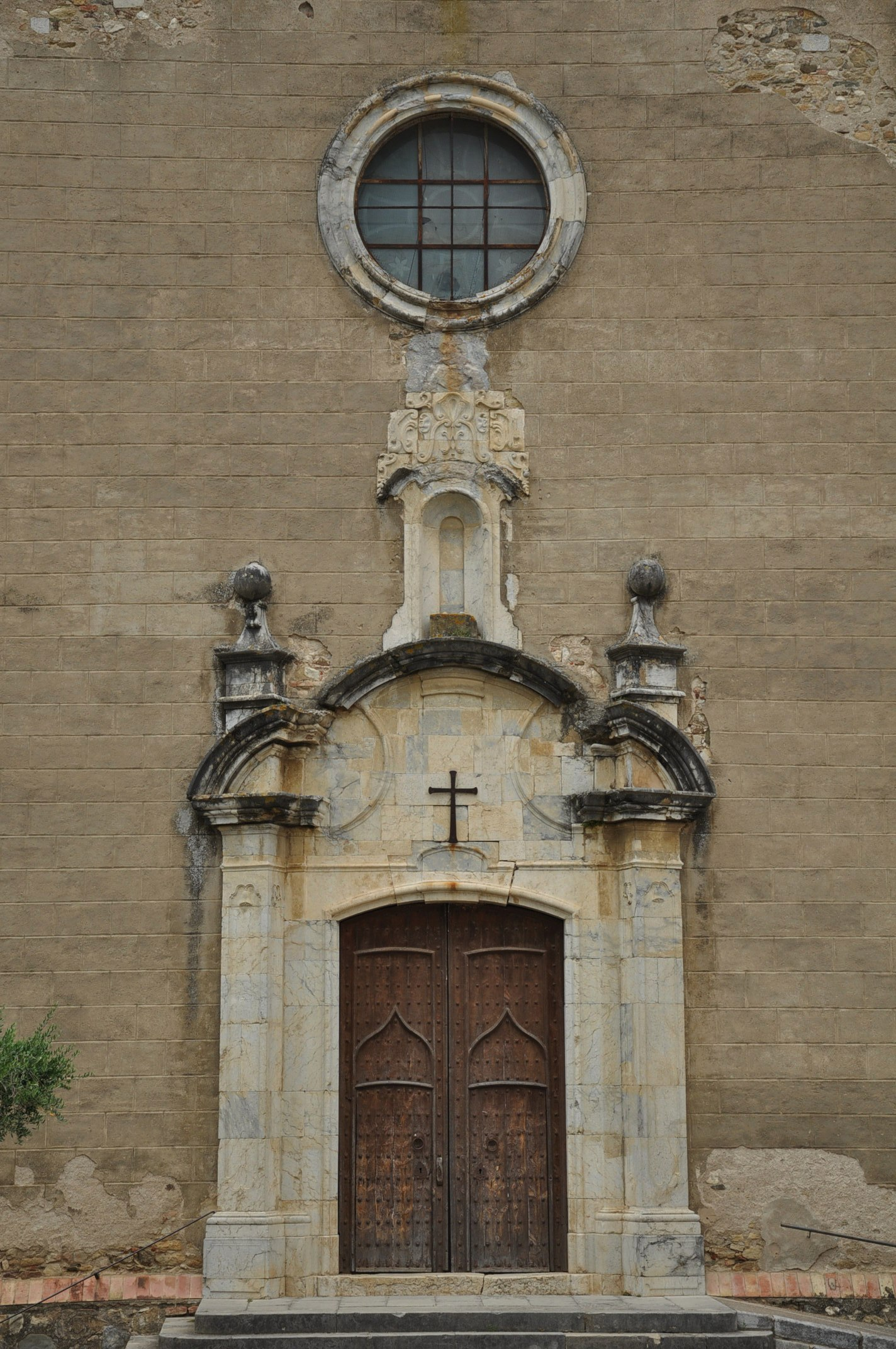
Porta de la façana
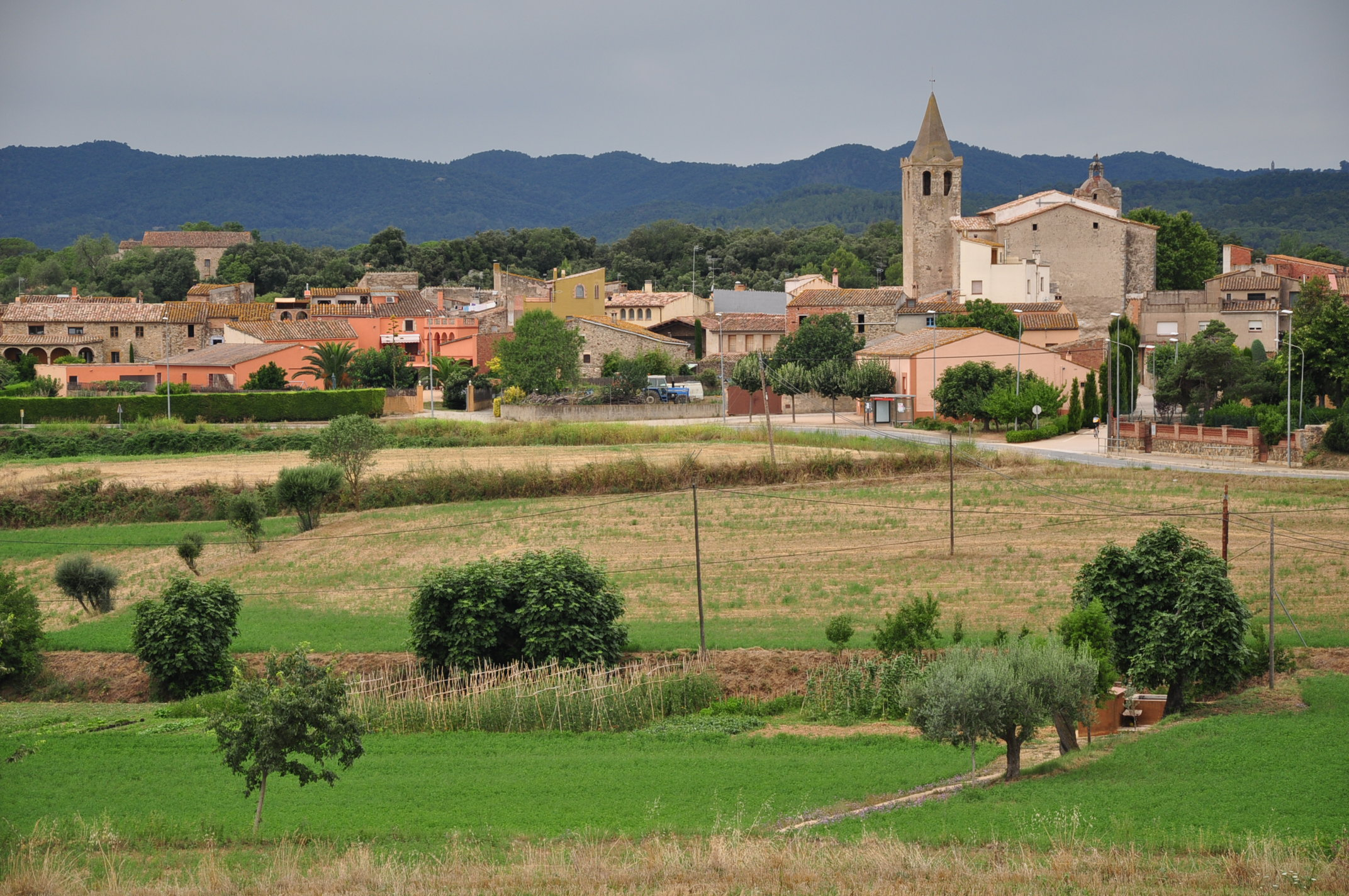
L'església és l'edifici més gran en el poble